# Southern Vampire Mysteries
Southern Vampire Mysteries är en bokserie av romaner av den amerikanska författaren Charlaine Harris. Serien kallas även "Sookie Stackhouse-serien" efter huvudkaraktären.
Serien handlar om den telepatiska servitrisen Sookie Stackhouse som jobbar på Merlottes och om hur vampyrerna har kommit "ut ur kistan" för ca två år sedan då japanerna skapade det syntetiska blodet som uppfyllde alla deras näringsbehov. Ända sedan Sookie var liten har folk alltid sett henne som annorlunda eftersom hon har kunnat läsa tankar. På grund av det har hon inte haft så mycket framgång med sitt kärleksliv. En dag träffar hon på Bill Compton och hon kan inte höra ett ljud av vad han tänker. Det enda problemet med det är att Bill är en vampyr och ju mer de umgås desto mer indragen blir hon i vampyrernas affärer speciellt när det gäller Bills chef vampyren Eric Northman.

## Böcker i serien
I serien ingår:
1. Dead Until Dark, 2001 (på svenska, Död tills mörkret faller, maj 2010)
2. Living Dead In Dallas, 2001 (på svenska, Levande död i Dallas, maj 2010)
3. Club Dead, 2003 (på svenska, Klubb Död, maj 2010)
4. Dead To The World, 2004 (på svenska, Död i andras ögon, augusti 2010)
5. Dead As A Doornail, 2005 (på svenska, Hur död som helst, augusti 2010)
6. Definitely Dead, 2006 (på svenska, Stendöd, 2012)
7. All Together Dead, 2007 (på svenska, Allt igenom död, 2012)
8. From Dead To Worse, 2008 (på svenska, Från död till värre, 2012)
9. Dead And Gone, 2009 (på svenska, Död och försvunnen, 2012)
10. A Touch Of Dead (en samling med noveller om Sookie Stackhouse), 2009
11. Dead In The Family (maj 2010) (på svenska, Död i familjen, 2012)
12. Dead reckoning (maj 2011) (på svenska, Död räkenskap 2013)
13. Deadlocked (maj 2012) (på svenska, Dödläge, 2013)
14. Dead Ever After (maj 2013) (på svenska,  Död i all evighet, juli 2013)

## Böcker som är Southern Vampire Mysteries-relaterade
Andra böcker av Harris som också innehåller Southern Vampire-relaterade historier:
1. Powers of Detection - historien “Fairy Dust”
2. Night's Edge - en novell
3. Bite - historien "One Word Answer"
4. My Big Fat Supernatural Wedding - historien "Tacky"
5. Many Bloody Returns - historien “Dracula Night”
6. Wolfsbane and Mistletoe - historien “Gift Wrap”
7. Unusual Suspects - historien “Lucky”